# 尚托索
尚托索（法語：Champtoceaux，法語發音：[ʃɑ̃tɔso] ⓘ）是法国曼恩-卢瓦尔省的一个旧市镇，属于绍莱区。2015年12月15日，尚托索和相邻的8个市镇合并为新市镇奥雷当茹（Orée d'Anjou），尚托索为政府驻地。

## 地理
尚托索（47°20'13"N, 1°16'0"W）面积15.54 平方千米，位于法国卢瓦尔河地区大区曼恩-卢瓦尔省，该省份为法国西部内陆省份，大致对应安茹地区，北起顺时针与马耶讷省、萨尔特省、安德尔-卢瓦尔省、维埃纳省、德塞夫勒省、旺代省、大西洋卢瓦尔省和伊勒-维莱讷省接壤。
尚托索的时区为UTC+01:00、UTC+02:00（夏令时）。

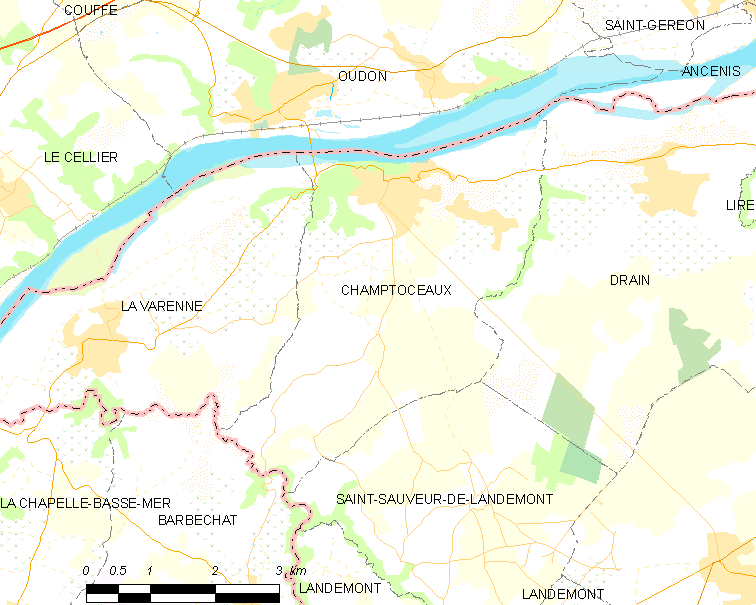
尚托索的OSM定位图

## 行政
尚托索的邮政编码为49270、49530，INSEE市镇编码为49069。

## 政治
尚托索所属的省级选区为卢瓦尔河畔莫日县。

## 人口

1962-2008年间尚托索人口变化图示

尚托索于2018年1月1日时的人口数量为2526人。